# Aero Wings 2: Airstrike
AeroWings 2: Air Strike är ett datorspel från 2000. Spelet är uppföljaren till Aero Wings som släpptes till Dreamcast.